# Alexandrine de Mecklembourg-Schwerin
Titres
Reine consort de Danemark
14 mai 1912 – 20 avril 1947
(34 ans, 11 mois et 6 jours)
Reine consort d'Islande
1er décembre 1918 – 17 juin 1944
(25 ans, 6 mois et 16 jours)
Princesse héritière consort de Danemark
29 janvier 1906 – 14 mai 1912
(6 ans, 3 mois et 15 jours)
Alexandrine de Mecklembourg-Schwerin (en allemand : Alexandrine, Herzogin zu Mecklenburg), née le 24 décembre 1879 à Schwerin (grand-duché de Mecklembourg-Schwerin) et morte le 28 décembre 1952 à Copenhague (Danemark), est une duchesse de Mecklembourg-Schwerin devenue, par son mariage avec Christian X, reine consort de Danemark et d'Islande.
La duchesse Alexandrine est la fille aînée du grand-duc Frédéric-François III de Mecklembourg-Schwerin, qui règne sur le vaste grand-duché de Mecklembourg-Schwerin dans le nord de l'Allemagne, et de son épouse, la grande-duchesse Anastasia Mikhaïlovna de Russie, qui est la petite-fille du tsar Nicolas Ier. En 1898, elle épouse le prince Christian de Danemark.
En 1912, son mari accède au trône sous le nom de Christian X et Alexandrine devient reine consort de Danemark.

## Biographie

### Naissance et famille
La duchesse Alexandrine de Mecklembourg voit le jour la veille de Noël de 1879 dans la ville de Schwerin, capitale du vaste grand-duché de Mecklembourg-Schwerin dans le nord de l'Allemagne, qui est à cette époque l'un des États de l'Empire allemand. Son père est Frédéric-François de Mecklembourg-Schwerin, lui-même fils aîné et héritier du grand-duc régnant Frédéric-François II. Sa mère est la grande-duchesse Anastasia Mikhaïlovna de Russie, qui est la fille du grand-duc Michel Nikolaïevitch de Russie, lui-même fils du tsar Nicolas Ier et frère cadet du tsar Alexandre II. Alexandrine est le premier enfant de ses parents et est née onze mois après leur mariage à Saint-Pétersbourg. Elle voit le jour au Palais de la nouvelle ville (de) à Schwerin, qui est à l'époque la résidence de ses parents dans la ville.

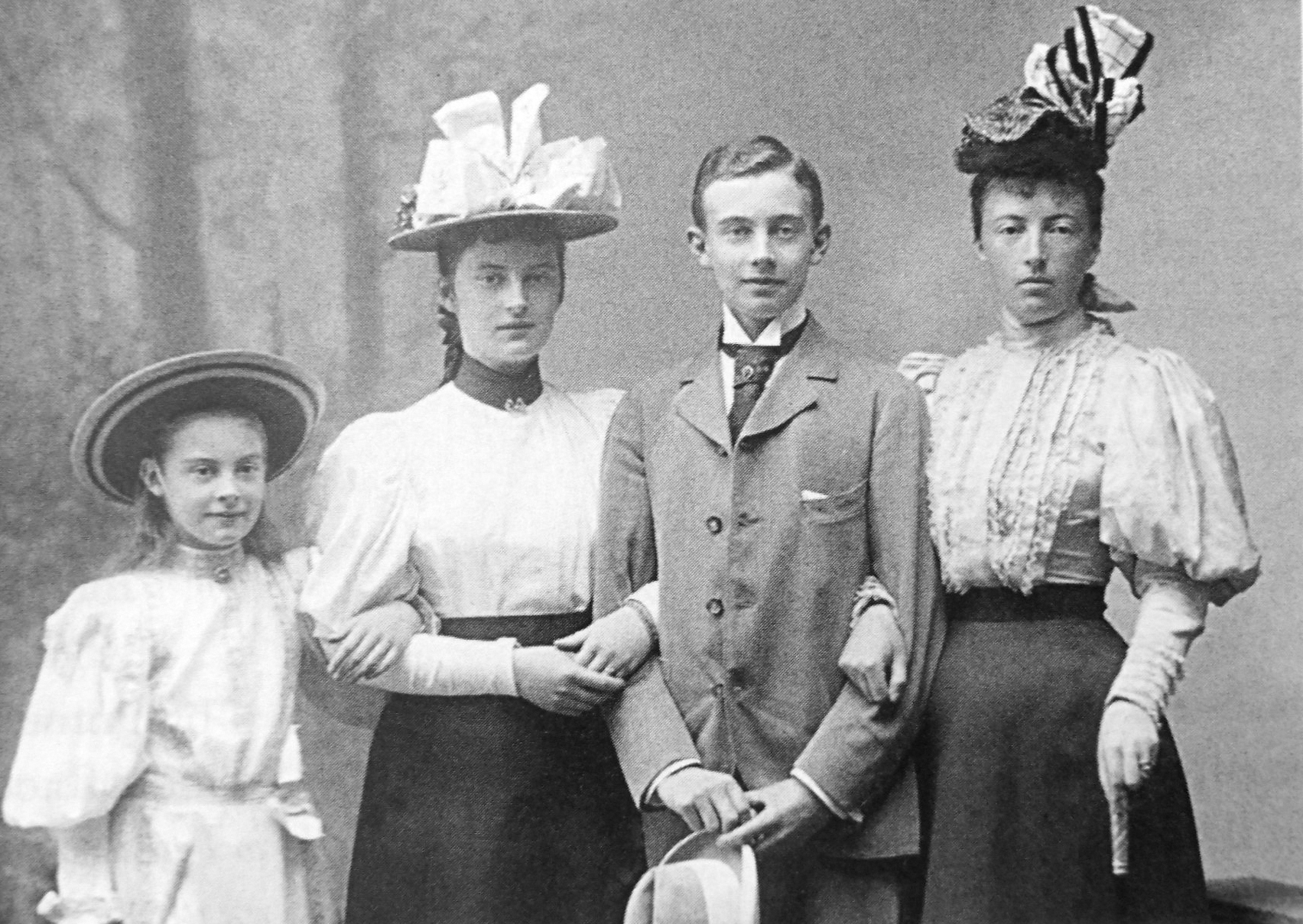
Les enfants du grand-duc de Mecklembourg-Schwerin et leur mère dans les années 1890.

La duchesse Alexandrine a deux frères et sœurs plus jeunes : Frédéric-François, qui en 1897 succède à leur père en tant que grand-duc de Mecklembourg-Schwerin, et Cécile, qui épouse en 1906 le prince héritier allemand Guillaume de Prusse, fils aîné de l'empereur allemand Guillaume II. Par son père, elle est également cousine de la reine Juliana des Pays-Bas, tandis que par sa mère, elle est une cousine de la princesse Irina Alexandrovna de Russie, qui épouse le prince Félix Ioussoupov, qui participe à l'assassinat de Grigori Raspoutine en 1916.

### Enfance et jeunesse
Après la succession de leur père comme grand-duc à la mort de son père le 15 avril 1883, la duchesse Alexandrine grandit avec son frère et sa sœur au château de Schwerin, ainsi qu'au château de Ludwigslust et au pavillon de chasse de Gelbensande (de), à quelques kilomètres seulement de la côte de la mer Baltique. Néanmoins, Alexandrine mène une enfance errante. Membre de la maison impériale de Russie, la grande-duchesse Anastasia est une femme capricieuse qui s'ennuie en Mecklembourg et n'apprécie pas de vivre en Allemagne du Nord (en). Le grand-duc souffre d'une santé fragile, et la famille grand-ducale préfère alors résider sur la Riviera française ou en Italie.
C'est à Cannes que le grand-duc met fin à ses jours. La grande-duchesse continue de mener une vie frivole et égoïste et en 1901 donne le jour à un enfant illégitime tandis que son beau-frère assume la régence pour le grand-duc Frédéric-François IV encore mineur. Elle est déclarée persona non grata en Allemagne et en Russie. Pendant la Première Guerre mondiale, ne pouvant résider en France, elle se réfugie en Suisse. Elle reçoit des nouvelles de ses enfants, la Kronprinzessin et le grand-duc de Mecklembourg-Schwerin par l'intermédiaire d'Alexandrine, le Danemark, comme la Suisse, ayant conservé sa neutralité.

### Mariage et descendance

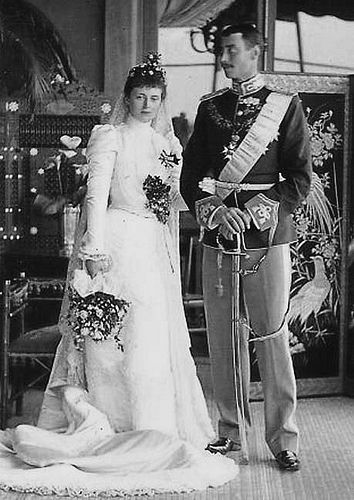
La princesse Alexandrine et le prince Christian le jour de leur mariage en 1898.

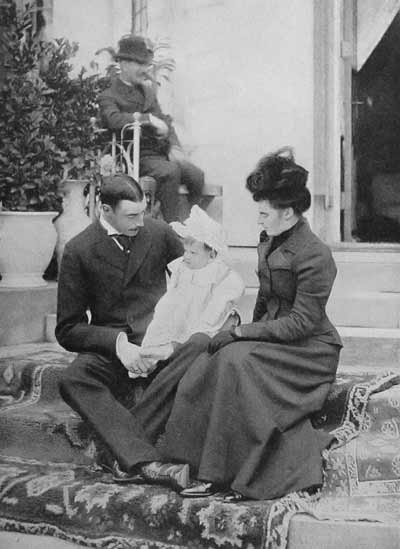
La princesse Alexandrine et le prince Christian avec leur fils aîné Frédéric en 1900.

C'est également à Cannes qu'Alexandrine rencontre son futur époux, le prince Christian de Danemark, qui est le fils aîné du prince héritier Frédéric de Danemark et de la princesse héritière Louise de Suède. Ils se fiancent à Schwerin le 24 mars 1897. Le 26 avril 1898, la duchesse Alexandrine, âgée alors de 18 ans, épouse le prince Christian lors d'une cérémonie discrète à Cannes.
Deux enfants naissent de cette union :
- Frédéric IX (1899-1972), roi de Danemark, époux de la princesse Ingrid de Suède et père de trois filles ;
- Knud de Danemark (1900-1976), époux de la princesse Caroline-Mathilde de Danemark, sa cousine, et père de trois enfants.

Le couple reçoit comme résidence le palais Christian VIII, lui-même intégré au palais d’Amalienborg, résidence principale de la famille royale de Danemark dans le quartier de Frederiksstaden au centre de Copenhague. Comme résidence d'été, il reçoit le palais Sorgenfri, située sur les rives du petit fleuve Mølleåen à Kongens Lyngby (da) au nord de Copenhague sur l'île de Seeland. C'est un refuge loin de la vie de cour d'Amalienborg où naissent leurs deux fils. De 1899 à 1902, le château de Marselisborg près d'Aarhus, la deuxième ville du Danemark, est également construit et offert en cadeau de mariage par le peuple danois au couple, devenant leur résidence d'été. De plus, en 1914, le couple royal construit également la villa royale de Klitgården dans la ville de Skagen dans l'extrême nord du Jutland.

### Reine de Danemark

#### Accession au trône

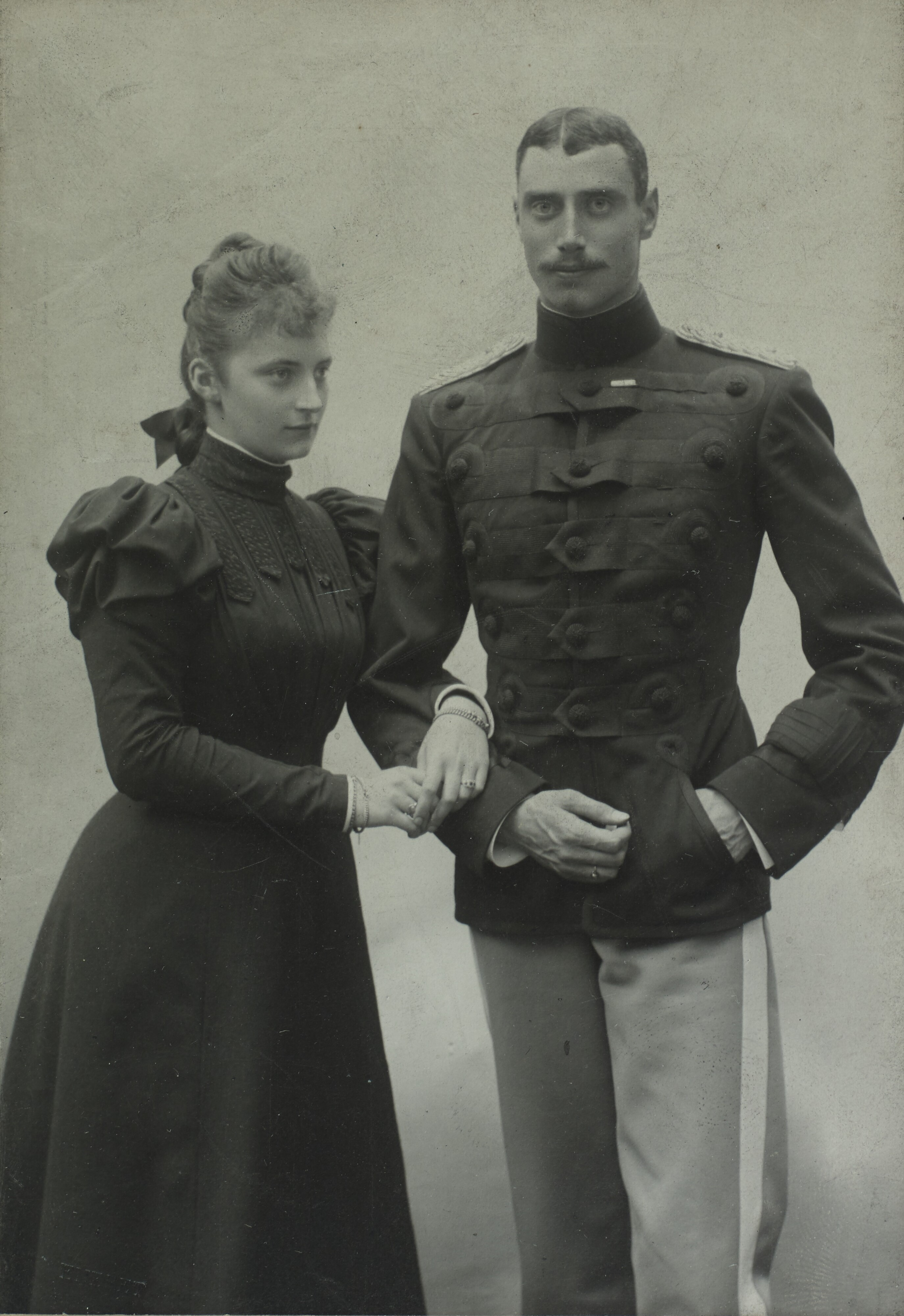
Le roi Christian X et la reine Alexandrine en 1912.

Le 14 mai 1912, son beau-père le roi Frédéric VIII, meurt à Hambourg en retournant au Danemark après un voyage en France. Son mari accède au trône sous le nom de Christian X et Alexandrine devient reine consort. La reine Alexandrine n'est pas considérée comme ayant joué un rôle politique, mais est décrite comme étant un soutien fidèle de son époux. Bien qu'elle soit décrite comme timide et n'aimant pas particulièrement les apparitions publiques, elle remplit pleinement son rôle représentatif. Elle est aussi considérée comme étant d'une grande intelligence.

#### Première Guerre mondiale

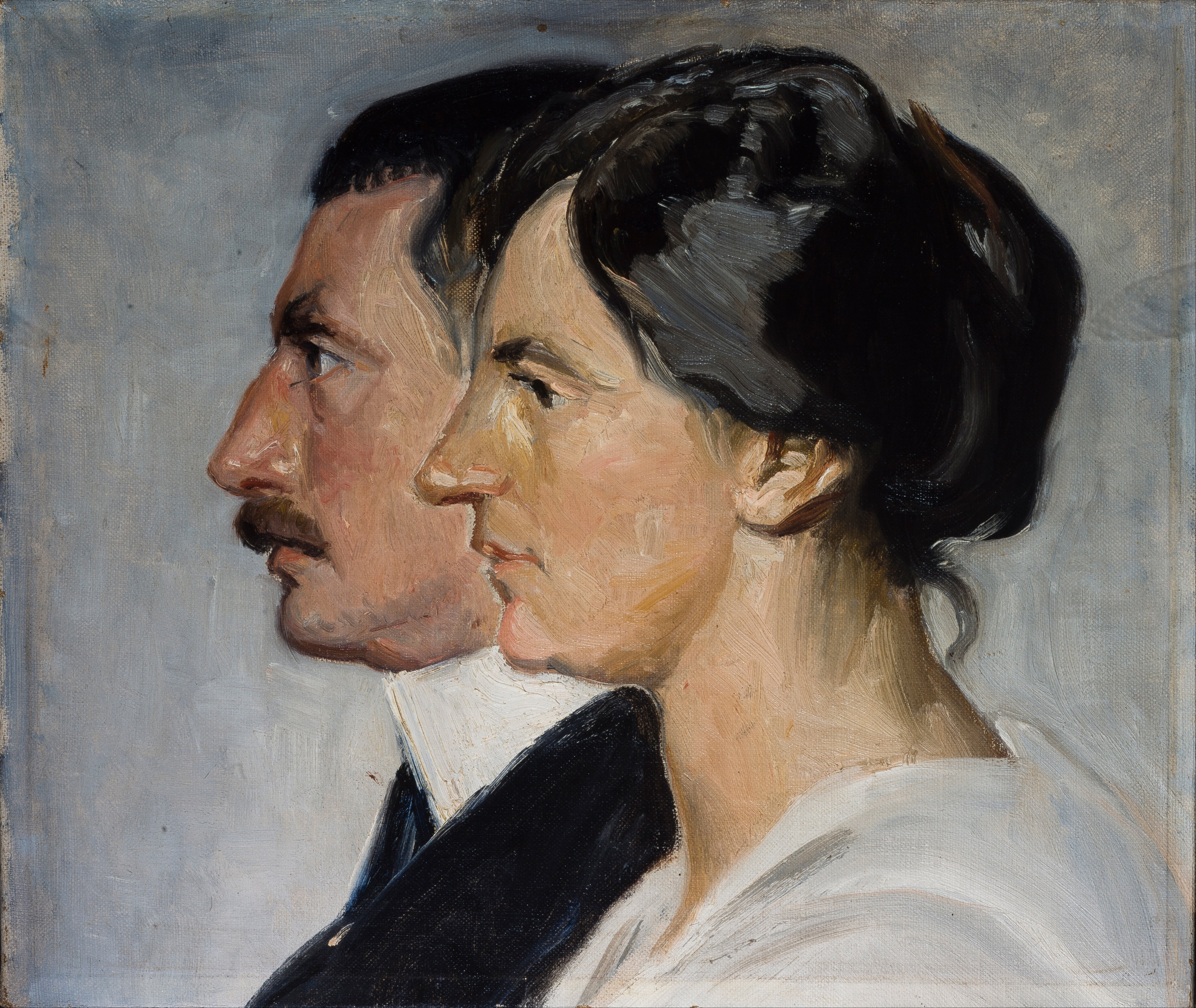
Portrait du roi Christian X et de la reine Alexandrine par Michael Peter Ancher, 1915.

La Première Guerre mondiale éclate peu après l'accession au trône. Pendant la guerre, la reine fonde le Dronningens Centralkomité af 1914 (en français : Comité central de la Reine de 1914) pour soutenir les familles pauvres. La révolution russe apporte beaucoup de chagrin à la reine Alexandrine alors que trois de ses oncles maternels, les grands-ducs Nicolas, Georges et Serge, sont tués par les bolcheviks. Tandis que la tsarine douairière de Russie, grand-tante du roi, trouve asile dans son Danemark natal, la mère de la reine meurt dans le sud de la France en 1922.
À la fin de la guerre, à l'instar du Kaiser et des autres souverains de l'Empire allemand, le frère de la reine Alexandrine, le grand-duc Frédéric-François IV de Mecklembourg-Schwerin, doit renoncer au trône le 14 novembre 1918 et le Mecklembourg devient une république. Il est d'ailleurs l'un des derniers monarques allemands à le faire, cinq jours après la fuite de l'empereur Guillaume II. Il se réfugie avec sa famille au Danemark voisin, où il retrouve sa sœur. L'Allemagne défaite est démembrée et le Danemark, bien sûr resté neutre, retrouve en 1920 la partie nord de l'ancien duché de Schleswig annexé par la Prusse de Bismarck en 1864.

#### L'entre-deux-guerres

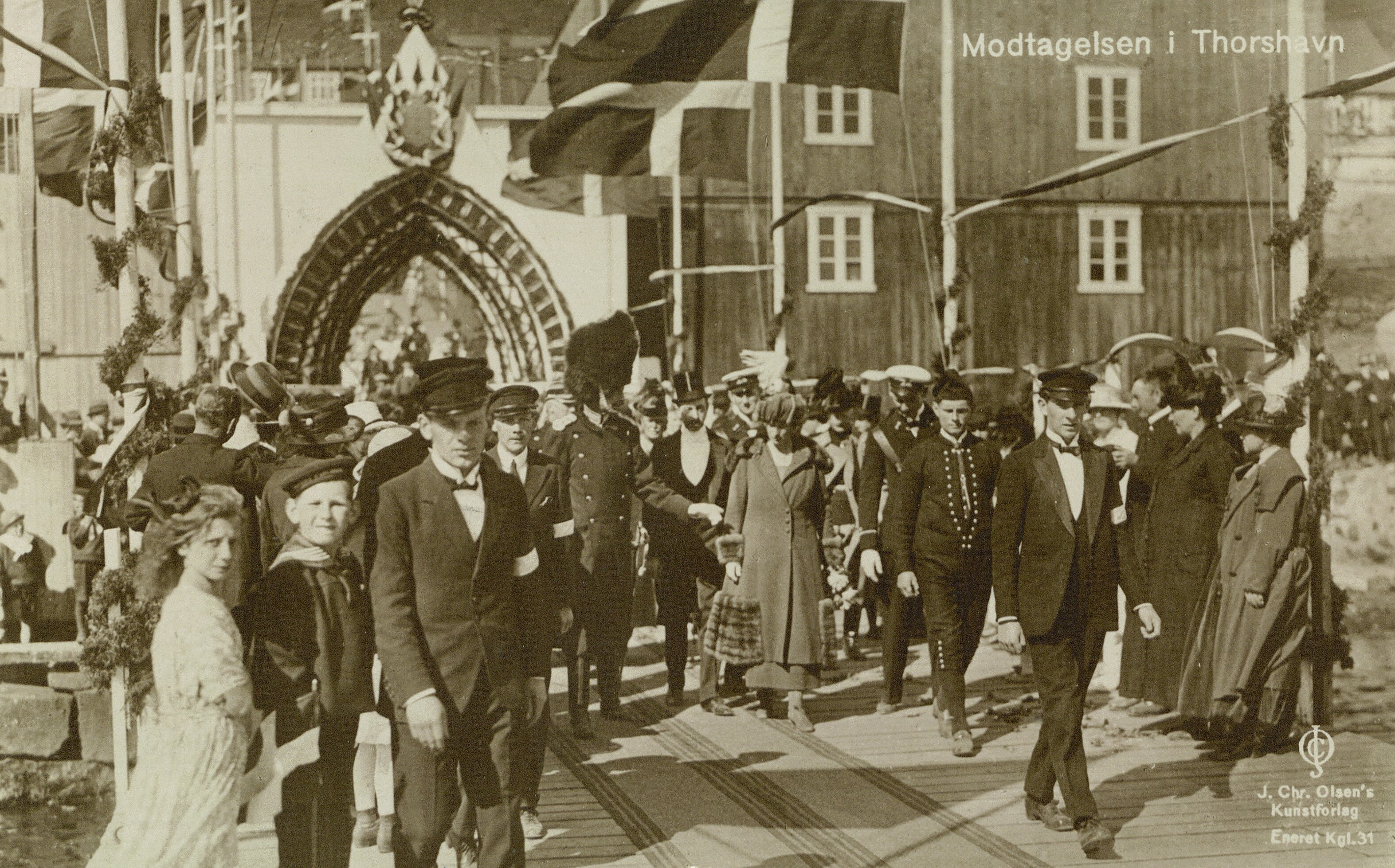
Le roi et la reine à Thorshavn pendant une visite aux îles Féroé en 1921.

La reine participe aux voyages de son mari à travers le Danemark, les cours européennes ainsi qu'en Islande, au Groenland et aux îles Féroé en 1921 et de nouveau en Islande en 1930. En tant que reine, elle s'engage dans la charité et est la patronne de plusieurs institutions. Après la mort de sa belle-mère Louise de Suède en 1926, elle lui succède en tant que protectrice officielle des différentes organisations caritatives fondées par Louise. Elle s'intéresse particulièrement à la musique et est protectrice des sociétés musicales Musikforeningen i København et Den danske Richard Wagner-forening. Elle est connue pour ses travaux d'aiguille, qu'elle vend à des fins caritatives. De plus, elle aime le golf et la photographie.

#### Seconde Guerre mondiale

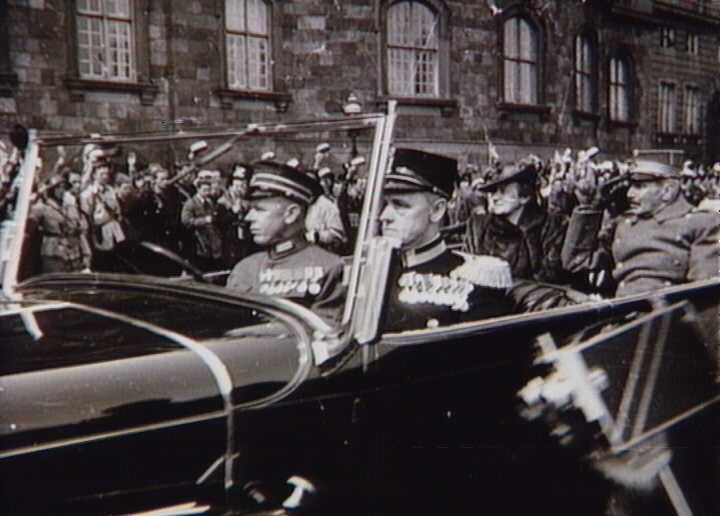
Le roi et la reine arrivant au palais de Christiansborg à Copenhague le 9 mai 1945 lors de la première ouverture du Rigsdag après la fin de l'occupation du Danemark par l'Allemagne nazie.

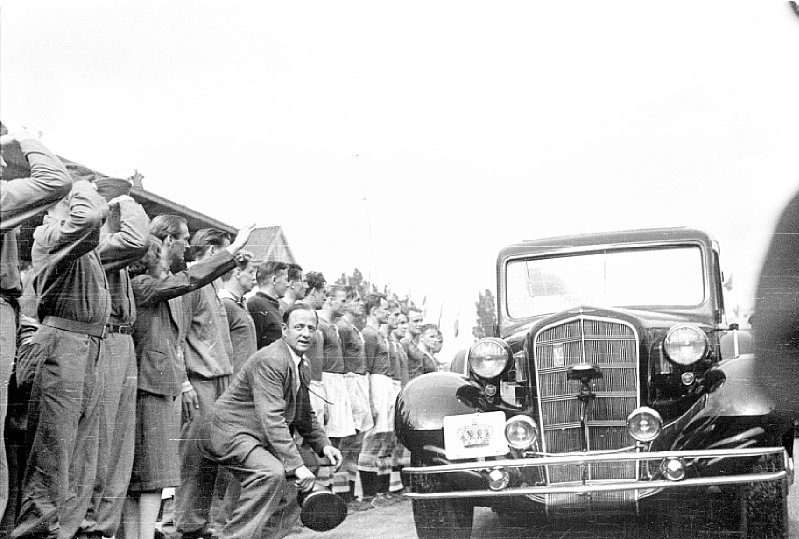
Le roi et la reine arrivant au premier match de football contre la Suède après la libération du Danemark en 1945.

Aux petites heures du 9 avril 1940, une semaine avant la naissance de la princesse Margrethe, l'armée de l'Allemagne nazie envahit et occupe le Danemark et la Norvège. Contrairement au roi de Norvège et à la reine des Pays-Bas, partis en exil, le roi Christian X et la reine Alexandrine demeure à Copenhague pendant toute la durée de l'occupation par les Allemands. Le roi, par sa dignité et son intransigeance, devient un héros populaire, et le couple royal reçoit une grande popularité en tant que symboles nationaux pendant l'occupation.
Son rejet du général de division Kurt Himer, chef d'état-major du général Kaupisch, le 9 avril 1940, devient un symbole de sa loyauté envers le Danemark contre son pays natal, l'Allemagne. En effet, lorsque le général Himer demande audience au monarque, Christian se laisse convaincre par sa belle-fille Ingrid de Suède de le recevoir comme n'importe quelle autre, ce qui est soutenu par Alexandrine. Il demande à le faire seul, mais Alexandrine l'assure qu'elle les interromprait. Au moment où le général part, elle entre dans la pièce, et quand il la salue, elle lui dit : « Général, ce n'est pas dans ces circonstances que je m'attendais à saluer un compatriote ».
Alexandrine est, avec sa belle-fille, un véritable soutien du monarque et une figure de la résistance à l'occupation au sein de la maison royale. Il est également rapporté que, contrairement au monarque lui-même et au prince héritier, la reine et la princesse héritière ne perdent jamais leur calme lorsque la nation est attaquée. Comme elle n'est pas à la tête de la maison royale, elle peut se montrer en public plus souvent que son époux, qui ne souhaite pas montrer son soutien à l'occupation en étant vu en public, et elle en profite pour s'engager dans diverses organisations d'aide sociale pour atténuer les difficultés causées par l'occupation. Kaj Munk décrit l'appréciation du public à son égard pendant la Seconde Guerre mondiale en commentant : « Protégez notre reine, la seule Allemande que nous aimerions garder ! ».
Le roi meurt une fois la paix retrouvée en 1947.

### Dernières années
Après la mort du roi, la reine Alexandrine passe une grande partie de son temps au château de Marselisborg, où elle invite souvent des écoliers de Copenhague en vacances.

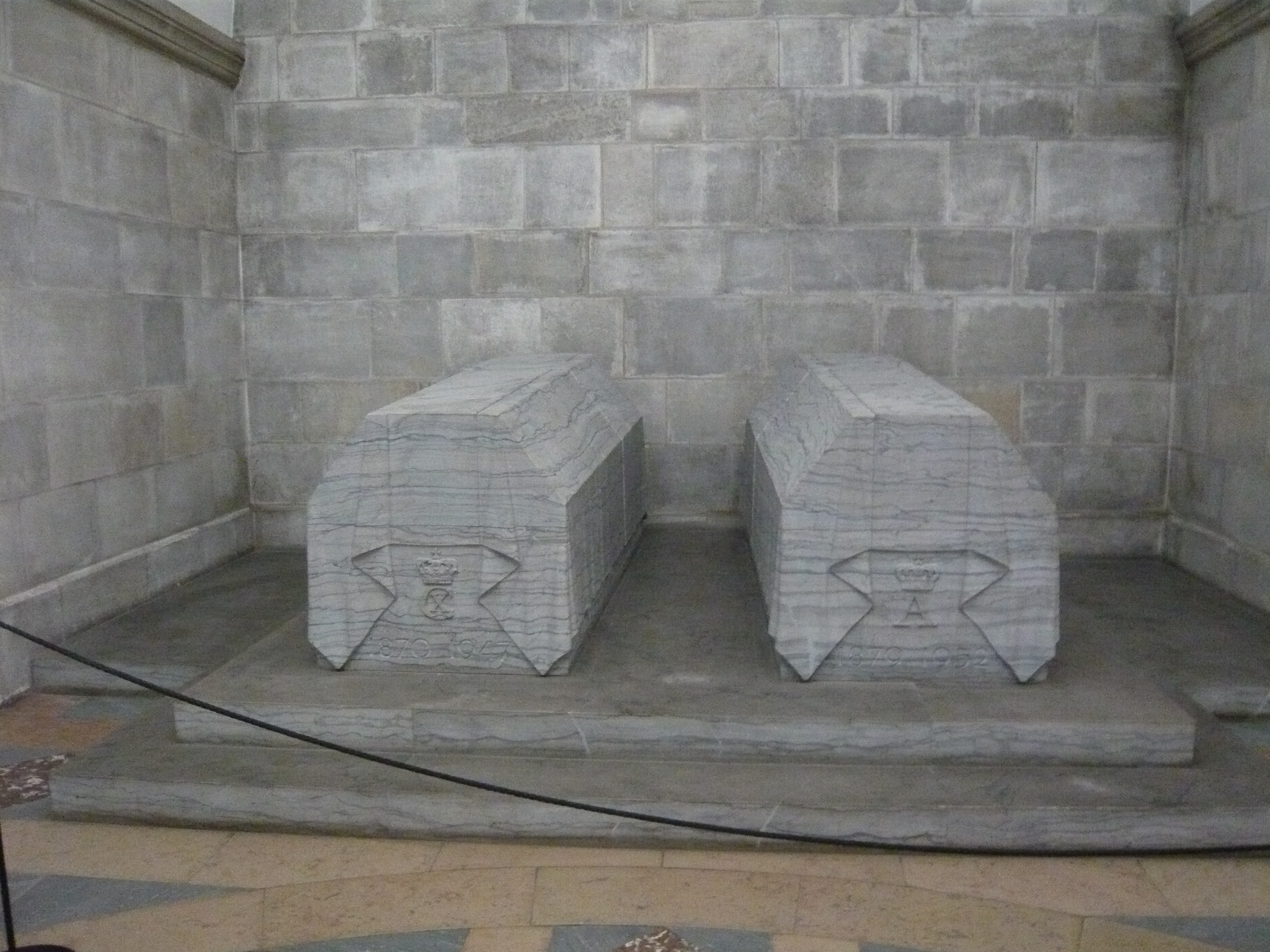
Tombe de la reine Alexandrine et du roi Christian X à la cathédrale de Roskilde.

La reine Alexandrine décède à Copenhague le 28 décembre 1952, quatre jours après son 73e anniversaire. Elle est inhumée au côté de son époux dans la chapelle de Glücksbourg de la cathédrale de Roskilde, la nécropole traditionnelle des rois de Danemark.

## Titres et honneurs

### Titulature
- 24 décembre 1879 — 26 avril 1898 : Son Altesse la duchesse Alexandrine de Mecklenbourg.
- 26 avril 1898 — 29 janvier 1906 :  Son Altesse Royale la princesse Alexandrine de Danemark.
- 29 janvier 1906 — 14 mai 1912 : Son Altesse Royale la princesse héritière Alexandrine de Danemark.
- 14 mai 1912 — 1er décembre 1918 : Sa Majesté la reine de Danemark.
- 1er décembre 1918 — 17 juin 1944 : Sa Majesté la reine de Danemark et d'Islande.
- 17 juin 1944 — 20 avril 1947 : Sa Majesté la reine de Danemark.
- 20 avril 1947 — 28 décembre 1952 : Sa Majesté la reine douairière de Danemark.

### Honneurs

#### Honneurs nationaux
- 26 septembre 1912 : dame de l'ordre de l'Éléphant[7]
- 1921 :  Grand-croix de l'ordre du Faucon
- 26 mai 1948 : grand-commandeur de l'ordre de Dannebrog[7]
- Dame de l'ordre de Louise, première classe
- Grand-croix de l'ordre de la Couronne de Wende

#### Honneurs étrangers
- 3 septembre 1902 : dame grand-cordon de l'ordre de Sainte-Catherine
- 1929 : dame grand-croix de l'ordre de la Reine Marie-Louise
- Dame de l'ordre des Séraphins

## Armes et monogramme

Armoiries de la duchesse Alexandrine de Mecklembourg-Schwerin.
Armoiries d'alliance de la reine Alexandrine de Danemark
Monogramme de la Reine Alexandrine de Danemark.